# Conseil des Atikamekw de Wemotaci
Le Conseil des Atikamekw de Wemotaci est le conseil de bande des Attikameks de Wemotaci au Québec. En 2016, ceux-ci avaient une population inscrite totale de 1 918 membres. Ils possèdent deux réserves : Coucoucache 24A et la communauté de Wemotaci où le conseil est basé.

## Démographie
En octobre 2016, les Atikamekw de Wemotaci avaient une population inscrite totale de 1 918 membres dont 439 vivaient hors réserve.

## Géographie
La Première Nation possède deux réserves : Coucoucache 24A et la communauté de Wemotaci. La première a une superficie de 5,7 hectares et est située à 48 km au nord-ouest de La Tuque à l'extrémité ouest du lac Blanc sur la rivière Saint-Maurice. De son côté, Wemotaci est la principale réserve de la bande et elle est également située sur la rivière Saint-Maurice. Elle a une superficie de 3 226 hectares et est située à 100 km au nord-ouest de La Tuque qui est la ville importante située le plus près de la Première Nation,.

## Gouvernement
Le Conseil des Atikamekw de Wemotaci est élu selon un système électoral selon la coutume basé sur la section 11 de la Loi sur les indiens. Pour le mandat de 2015 à 2019, il est composé du chef François Néashit et de six conseillers.
| Nom              | Années    |
| ---------------- | --------- |
| Marcel Boivin    | 1982-1995 |
| François Neashit | 1995-1999 |
| Marcel Boivin    | 1999-2003 |
| François Neashit | 2003-2007 |
| Simon Coocoo     | 2007-2008 |
| ...              | ...       |